# Pasquale Paoli
Filippo Antonio Pasquale de Paoli (Morosaglia, 6 april 1725 – Londen, 5 februari 1807) was een Corsicaans patriot en leidde het eiland gedurende 14 jaar (van 1755 tot 1769). Pascal of Pasquali Paoli was de vader van het Corsicaanse nationalisme. Hij leefde 37 jaar in ballingschap.
Paoli ontving zijn opvoeding in Napels, waar zijn vader in ballingschap leefde. Giacinto Paoli was minister geweest onder de eerste en enige koning van Corsica, Theodor von Neuhoff (1736).
Pasquale keerde in april 1755 terug naar Corsica om de leiding in het verzet tegen Genua op zich te nemen. De vader van Napoleon Bonaparte, Carlo Maria Buonaparte, assisteerde hem daarbij. Op 13 juli 1755 werd hij benoemd tot 'generaal van de Natie'. Het lukte Paoli een groot deel van het eiland van het Genuees gezag te bevrijden, waarna hij een bestuur op democratische grondslag inrichtte gebaseerd op de theorieën van Montesquieu: met scheiding der machten en volkssoevereiniteit. Als "generaal van de Natie" nam hij zelf de uitvoerende macht in handen. Deze verlichte leider van een weinig ontwikkeld eiland sprak tot de verbeelding van heel Europa. Jean-Jacques Rousseau en Voltaire schreven lovend over hem. James Boswell publiceerde een verslag over zijn bezoek aan het eiland en werd op slag beroemd. Paoli maakte van Corte de hoofdstad en richtte er een universiteit op.
De Genuezen bleven nog steeds op het eiland, maar waren verzwakt en vroegen hulp aan Frankrijk. Genua verkocht het eiland aan Frankrijk in 1768 voor tweehonderdduizend pond (Verdrag van Versailles). Nadat Frankrijk het eiland had bezet, organiseerde Paoli het gewapend verzet, maar werd overwonnen bij de slag van Ponte Nuovo (8 mei 1769). Hij vluchtte via Amsterdam naar Engeland om zijn vriend Boswell op te zoeken. De strijd van Paoli voor vrijheid was een inspiratiebron voor de Amerikaanse Sons of Liberty. 
Tijdens de Franse Revolutie werd Paoli uitgenodigd om terug te keren. Nadat hij door de revolutionairen in Parijs als een held was ontvangen, vestigde hij zich in 1790 opnieuw op Corsica - nu een Frans departement - waar hij de leiding van het plaatselijk bestuur in handen kreeg. Tot zijn medewerkers van die tijd behoorde de jonge Corsicaanse officier Napoleon Bonaparte. Maar Paoli kreeg het moeilijk met de revolutie toen die steeds radicaler werd. In 1793 mislukte een poging om met een Frans legertje vanuit Corsica het naburige Sardinië te veroveren, omdat Paoli de expeditie heimelijk had gesaboteerd. Als gevolg daarvan verklaarde de Nationale Conventie in Parijs hem vogelvrij. Paoli ontketende opnieuw een opstand en verdreef met Britse hulp de Fransen uit hun voornaamste steunpunten. Daarbij moest ook de familie Bonaparte vluchten, die zich tegen Paoli had gekeerd. In 1794 stelde Corsica zich onder Brits gezag. Als het zelfstandige Anglo-Corsicaans Koninkrijk kreeg het een eigen grondwet, met de Britse koning George III als koning en de Brit Gilbert Elliot werd onderkoning. Paoli werd echter door de Britten aan de kant geschoven en verliet in 1795 voorgoed het eiland. Een jaar later zou Corsica definitief Frans worden. 
Hij vestigde zich opnieuw in Londen en overleed er als balling in 1807. In 1889 werd zijn as overgebracht naar Morosaglia op Corsica.

## Bron
- James Boswells Account of Corsica and Memoirs of P. Paoli (1768)